# 高名衡
高名衡（？—1642年），字平仲，號鷺磯，山東兗州府沂州人。明末政治人物。

## 生平
萬曆四十六年戊午科舉人，崇禎四年（1631年）三甲第二百四十名進士。历官如皐、兴化知县。十一年官至云南道监察御史，十二年巡按河南，以守城有功，晋升為兵部左侍郎。

### 坚守开封
参见：开封围城战
崇祯十四年（1641年）李自成率军攻开封，高名衡率官兵固守，李自成急攻不下，撒走。是年十二月，李自成再攻开封，不下。崇禎十五年，李自成再攻开封。名衡與推官黃澍、陈永福、王燮、御史严云京等守開封，粮饷日匮，城内饿死大半。九月十五日黄河决口，十六日洪水入城，开封城内一片汪洋。開封城被淹沒後，名衡遇救得出，罷官歸鄉。

### 殉国
崇祯十五年（1642年）清兵陷沂州，高名衡夫婦殉國。清乾隆四十一年（1776年），赐谥忠节。後世輯有《高忠节公遗集》。

## 延伸阅读
[在维基数据编辑]
 《明史卷二百六十七》，出自《明史》